# جادوگر: بخش ۲. دیگری
جادوگر: بخش ۲. دیگری (انگلیسی: The Witch: Part 2. The Other One) فیلم علمی تخیلی اکشن ترسناک محصول سال ۲۰۲۲ کره جنوبی به نویسندگی و کارگردانی پارک هون جونگ است. این فیلم دنباله‌ای برای جادوگر: بخش ۱. انهدام (۲۰۱۸) محسوب می‌شود و شین شی آه، پارک اون بین، سو اون سو، جین گو، سونگ یو بین و جو مین سو در آن بازی کردند. جادوگر: بخش ۲. دیگری توسط نکست انترتینمنت ورلد در ۱۵ ژوئن ۲۰۲۲ به نمایش درآمد.

## داستان
دختری که به تنهایی از آزمایشگاه مخفی و از بین رفته «آرک» جان سالم به در می‌برد، نخستین قدم‌هایش را در این جهان برمی‌دارد. کیونگ هی و ده گیل، دو خواهر و برادر با این دختر آشنا شده و تبدیل به تنها دوستانش می‌شوند. سپس افرادی با اهداف مختلف یکی پس از دیگری نمایان می‌شوند و شروع به تعقیب این دختر می‌کنند. اما زمانی که این گروه در نهایت دختر را پیدا می‌کند، تحت تأثیر قدرت غیرمنتظره‌ای قرار می‌گیرند.
این سرآغاز همه چیز است، زیرا جادوگر دیگری از خواب برخواسته است!

## بازیگران
- شین شی آه در نقش دختر (نام رسمی: Ark 1 Datum point)[۴]
- پارک اون بین در نقش کیونگ هی[۵]
- سو اون سو در نقش جو هیون
- جین گو در نقش یونگ دو[۶]
- سونگ یو بین در نقش ده گیل[۷]
- جو مین سو در نقش دکتر بک[۸]
- جاستین جان هاروی در نقش تام[۹]
- بیون سو یون در نقش می یونگ
- چه وون بین در نقش دختر ۱
- سو یی را در نقش دختر ۲
- کیم دا می در نقش گو جا یون[۱۰][۱۱]
- لی جونگ سوک در نقش جانگ[۱۲]
- اوم ته گو در نقش یک مشتری[۱۳]